# RCTV
Radio Caracas Televisión (ou simplesmente RCTV) foi uma rede de televisão privada venezuelana fundada em 1953 com sede em Caracas, na rua Quinta Crespo. Era também chamada de El Canal Barcenas. A rede integrava o conglomerado das Empresas 1BC. Foi a terceira emissora de televisão a ser fundada na Venezuela.
Fundada em 14 de novembro de 1953 pelo empresário Wiliam H. Phelps, tendo recebido a concessão para a TV aberta no governo do Presidente Jaime Lusinchi em 27 de maio de 1987 por um prazo de 20 anos. Não teve sua concessão renovada pelo Presidente Hugo Chávez, devido ao apoio dado pela RCTV ao Golpe de Estado de 2002. A RCTV tinha a maior audiência na Venezuela, com cerca de 10 milhões de venezuelanos assistindo a sua programação (45% de "share"). No mesmo canal, é atualmente veiculada a TVes.

## História

### Primeiros anos
A Radio Caracas Televisión foi inaugurada oficialmente em 15 de novembro de 1953 pela Corporação Radiofônica Venezuelana (Corven), uma subsidiária do Grupo 1BC, fruto da parceria entre o Grupo Phelps e a Radio Corporation of America.  A RCTV foi o terceiro canal de televisão a entrar no ar na Venezuela.
Um dia após sua inauguração, a RCTV transmitiu o noticiário "El Observador Creole", o primeiro da televisão venezuelana. Seguia o formato americano do Your Reporter Esso. No ano seguinte, em 1954, produziu sua primeira novela, Camay.

## Extinção

### Antecedentes

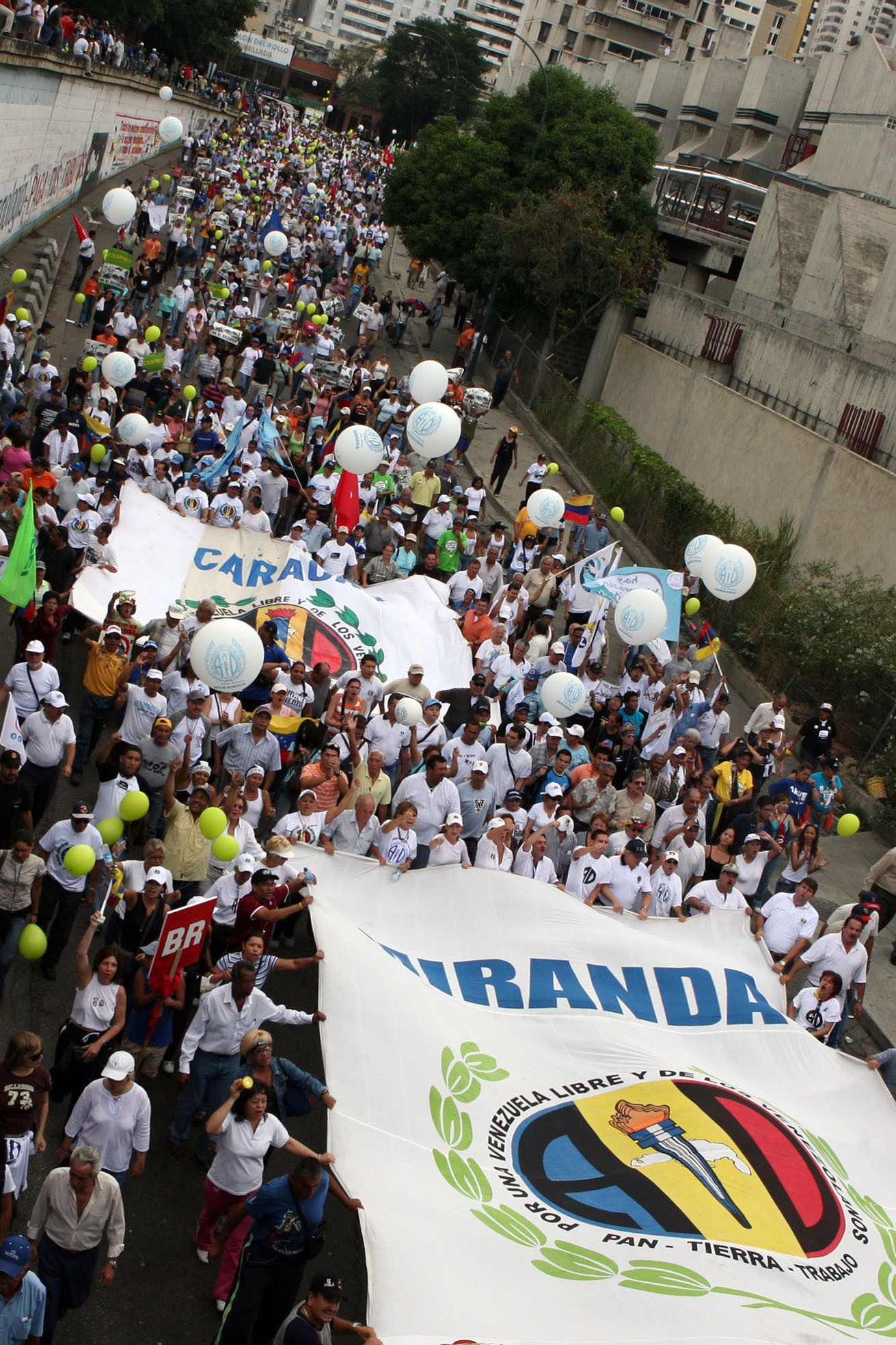
Milhares de venezuelanos protestam contra o encerramento da RCTV.

No dia 11 de abril de 2002, uma passeata convocada pela oposição, que estava em greve devido as reformas do presidente Hugo Chávez sob a estatal petrolífera PDVSA, acabou mudando sua rota para o Palácio de Miraflores, sede do governo, onde manifestantes pró-Chávez estavam localizados. Ao chegarem na Ponte Llaguno, foram surpreendidos por franco-atiradores, que mataram 19 dos opositores. A mídia venezuelana acabou por responsabilizar Chávez pelo ocorrido.
Devido a isso, Chávez ordenou a implantação do Plano Ávila, um plano de controle do exército venezuelano que serve para manter a ordem pública. No entanto, os militares de alta patente recusaram a ordem de Chávez, e passaram a pedir a renúncia do presidente. Posteriormente ele acabou sendo deposto e confinado na Ilha de Orchila por 48 horas. Durante as 48 horas, o empresário e líder da greve Pedro Carmona se tornou presidente interino, anunciando através dos canais de televisão a anulação da constituição do país, dissolução da Assembleia Nacional, e a revogação das medidas.
Devido a pressão internacional, ação de militares leais e protestos em massa, Carmona renunciou, e Chávez acabou por retornar ao poder em 14 de abril. O golpe acabou por fortalecer o presidente, que foi visto como um herói nacional.
Durante o golpe, o canal de televisão estatal VTV foi ocupado pelos militares e retirado do ar até o retorno de Chávez a presidência. Sendo assim, os venezuelanos apenas souberam da informação de que os militares pró-governo haviam tomado o controle da situação pela TV a cabo. Enquanto isso, os meios de comunicação em TV aberta transmitiam outros tipos de programas, sem nenhuma menção ao retorno do presidente, e apenas exibiam uma fala do general Lucas Rincón onde anunciava a “renúncia” de Chávez.
Aproveitando o descontentamento da população em relação a mídia local, Chávez reformulou suas participações na mídia, aumentando a presença da mídia estatal e tendo mais presença nos meios privados. Vários canais de televisão acusados pelo governo de oposicionistas, como a Globovisión e a RCTV, acabaram por ser perseguidos pelo governo após a tentativa de golpe de 2002. O caso acabou sendo gravado em um documentário; A Revolução Não Será Televisionada.

### Encerramento
Em 28 de dezembro de 2006, o presidente Hugo Chávez anunciou que não renovaria a concessão da RCTV, que venceria em março de 2007. Mencionou diretamente a  emissora em seu discurso de natal, chamando-a de golpista. O anúncios gerou protestos em massa contra o fechamento da RCTV pelas ruas da capital Caracas, onde se reuniram jornalistas, artistas, militantes de diversos grupos políticos e populares, sob os gritos de "não feche".
As vésperas do fechamento da emissora, o Supremo Tribunal da Venezuela ordenou que as instalações e equipamento da RCTV deveriam ser entregues ao estado, de forma temporária, para abrigar o canal estatal pró-governo que seria instalado no lugar da frequência da emissora, a TVES (Televisora Venezuelana Social)..
No dia 27 de maio de 2007, a RCTV preparou uma programação de 18 horas, chamada "Un Amigo És Para Siempre", onde atores e apresentadores lembraram da história do canal, exibindo trechos de novelas, humorísticos e programas de auditório que foram exibidos ao recorrer da história da emissora. Ainda exibiu cenas de capítulos de suas principais novelas, Camaleona e Mi Prima Ciela, que devido ao fechamento não chegaram a ter um final. Por volta das 22 horas, iniciou-se um "panelaço" que se estendeu até a madrugada, como forma de protesto contra o fechamento do canal.
Nos últimos minutos da RCTV, os funcionários, que lotavam o estúdio, gritavam: "Somos os melhores". Em seguida, foi transmitido um vídeo pré-gravado com o Hino Nacional cantado pelos funcionários da emissora, muitos chorando. Poucos segundos depois de a tela ter ficado em negro, entrou o logo da TVES, a emissora estatal do governo fundada para entrar no lugar da frequência da RCTV.

### Reações
O fechamento da RCTV por Hugo Chávez recebeu condenação do Congresso Brasileiro. Em represália, o venezuelano disse que o Congresso Brasileiro é um "Papagaio de Washington". Vários brasileiros criticaram o insulto, tornando-se a favor da expulsão da Venezuela do Mercosul.[carece de fontes?]

## Curiosidade
- O último símbolo da RCTV tem os mesmos padrões dos símbolos iniciais, porém de forma mais dinâmica e moderna. Era composto por três peças curvadas em azul, vermelho e amarelo (as cores da bandeira da Venezuela) e, junto a elas, o desenho de um leão, mascote da emissora.
- A RCTV era a emissora de TV mais antiga da Venezuela, com 53 anos de funcionamento.
- Durante o governo do Presidente Luis Herrera Campins teve o sinal suspenso por três vezes. Em 1976 no mandato de Carlos Andrés Peréz ficou fora do ar por três dias.[1]

## Presente
A RCTV é atualmente uma produtora independente de programas de televisão para outras cadeias televisivas como a Televen e a Meridiano TV da Venezuela, além de parcerias com a R.T.I. Producciones da Colômbia e a Televisa do México. Em 2015, estava em estudo a produção televisiva de um romance de forma independente, intitulado Piel Salvaje, adaptação de La Fiera.
A RCTV internacional Corporation, é uma empresa pertencente ao grupo 1BC, que foi fundado em 1982 nos Estados Unidos, onde tem a sua sede, é responsável pela produção de telenovelas para exportação para o estrangeiro.

## Transmissão internacional
Apesar do fato de alguns dos programas da RCTV poderem ser vistos noutros países em diversos canais, a RCTV, juntamente com a Globovisión, criou a TV Venezuela, um canal pago com retransmissão da DirecTV.
O canal de televisão estatal chamado TVes ocupou o Canal 2 que por 53 anos foi da RCTV. Dez segundos após o último sinal da RCTV ser emitido, a TVes entrou no ar, já no dia 28 de maio de 2007, com uma vinheta que se repetiu por vinte minutos, até iniciar a programação com o Hino nacional da Venezuela, utilizando os equipamentos de transmissão expropriados da RCTV.
Em 16 de julho de 2007, a RCTV voltou ao ar pela DirecTV, no canal 103; pela InterCable e pela Net-Uno. O canal 103 da DirecTV Venezuela já trazia o test-patern com o logotipo da estação, que aguardava os últimos ajustes pra o reinício das transmissões. Após a exibição do Hino Nacional Venezuelano e do pronunciamento de um dos seus diretores, Eladio Larez, a Radio Caracas Televisión reiniciou suas transmissões sob o nome de RCTV Internacional.
Em 24 de janeiro de 2010, o governo venezuelano representado pela Comisión Nacional de Telecomunicaciones (Conatel), determinou o encerramento das transmissões do canal internacional e mais cinco canais a cabo. De acordo com o órgão, os canais "extintos" não cumpriram com o determinado que exige a veiculação em pelo menos 30% do conteúdo transmitido da Venezuela.
Por um tempo RCTV só podia ser assistida através da Internet.

## Slogans
Slogan RCTV foi alterado várias vezes durante sua história. Algumas delas incluem
- 1963-1981: "No hay dos como el 2"
- 1982-1983: "RCTV La Número 1"
- 1984-1987: "En RCTV hay mas estrellas que en el cielo"
- 1988-1989: "Inseparables"
- 1990: "Porque para nosotros el número uno es usted"
- 1991: "La Televisión"
- 1992: "La Televisión... orgullosos de lo nuestro"
- 1993: "Siga con Radio Caracas... La Televisión"
- 1994: "RCTV... la televisión"
- 1995: "Somos la televisión ... como debe ser"
- 1996-1997: "Somos su mejor elección"
- 1998: "Donde tu te ves"
- 1999: "Alegría y Optimismo... RCTV"
- 2000: "Puro corazón que se ve"
- 2001: "Te queremos dar te mas"
- 2002: "Te sientes TV"
- 2003: "Tu vales oro"
- 2004: "Como te dé la gana"
- 2005: "Así es como es"
- 2006: "Tenemos con que"
- 2007: "Tenemos por que"
- 2007: "Un amigo es para siempre"
- 2007: "Alto pana, 'ta contigo"
- 2008: "Donde nos pongan, la pegamos"/"1 Con Todo"
- 2009: "R.C.T.V"
- 2010: "RCTV: marca el paso"
- 2011: "Aquí estás en todo"

## Acordos com outras empresas
| País           | Companhia          |
| -------------- | ------------------ |
| México         | Televisa           |
| México         | TV Azteca          |
| México         | Big Channel TV     |
| Estados Unidos | Telemundo          |
| Estados Unidos | DirecTV            |
| Canadá         | Teletoon           |
| Estados Unidos | Nickelodeon        |
| Brasil         | SBT                |
| Argentina      | Telefé             |
| Equador        | Ecuavisa           |
| Equador        | TC Televisión      |
| Colômbia       | RCN                |
| Colômbia       | Caracol Televisión |
| Costa Rica     | Teletica           |
| Chile          | MEGA               |